# NGC 7442
NGC 7442 је спирална галаксија у сазвежђу Пегаз која се налази на NGC листи објеката дубоког неба.
Деклинација објекта је + 15° 32' 54" а ректасцензија 22h 59m 26,6s. Привидна величина (магнитуда) објекта NGC 7442 износи 13,5 а фотографска магнитуда 14,2. NGC 7442 је још познат и под ознакама UGC 12286, MCG 2-58-45, CGCG 430-42, IRAS 22569+1516, PGC 70183.